# Gáztöltésű detektor

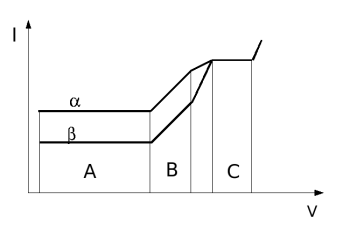
A gáztöltésű detektorok üzemmódjai

A gáztöltésű detektorok az ionizáló sugárzás mérésére szolgáló eszközök. Általában henger alakú katódból, és a henger közepén (koaxiálisan) végighúzódó anódszálból állnak. A henger egyik vége vékony fallal van becsukva – ez a belépő ablak. Az egész henger nemesgázzal van föltöltve, ami alapállapotban elektromos szigetelő. Ha az anód és a katód közé feszültséget kapcsolunk (100 – 1000 V), akkor az ionizáló sugárzás hatására létrejövő elektronok és pozitív ionok miatt a csőben lévő gáz vezetővé válik, amit feszültségesés kísér. A feszültségesés (feszültségimpulzus) nagyságából következtetni lehet a keletkezett elektron – ion párok számára, ebből pedig a sugárzás energiájára.
A képen látható függvény a detektoron keresztül folyó maximális áramot (I) mutatja az elektródákra kapcsolt feszültség függvényében (V). Az α jel az erősen ionizáló részecskéket (proton, alfa-sugárzás), a β pedig a gyöngén ionizáló részecskéket (gamma-sugárzás, elektron) jelöli.
A csőre kapcsolt feszültség függvényében a detektor különféle üzemmódban dolgozik:
- A – ionizációs kamra – az ionizáló sugárzás által keltett elektronok mind eljutnak az anódra
- B – proporcionális kamra – az elektronok két ütközés között annyi energiához jutnak, hogy ionizálhatják a semleges atomokat, ezáltal növelve a szabad elektronok számát, s így kisülési lavina alakul ki. Az erősítési tényező akár 10 000 is lehet. Ilymódon a kevésbé ionizáló (vagy a nagyon kis fluxusú) sugárzást is mérni lehet.
- C – Geiger–Müller-cső – a feszültség akkora, hogy a katódba csapódó ionok további elektronokat löknek ki belőle, így fenntartva a kisülést az ionizáló sugárzás megszűnése után is.

## Külső hivatkozások
- Magyarított oldal az üzemmódokat szemléltető grafikonról elérhető Flash animációkkal. Szerző: Stuart Jensen
- Magyarított Java szimuláció különböző ionizációs kamrákról. Szerző: HarfeSoft